# 岩隙玄参
岩隙玄参（学名：Scrophularia chasmophila）为玄参科玄参属下的一个种。

## 扩展阅读
- 維基物種上的相關：岩隙玄参